# Il passo del diavolo (film 1950)
Il passo del diavolo (Devil's Doorway) è un film del 1950 diretto da Anthony Mann.
È un western statunitense con Robert Taylor e Louis Calhern.

## Trama
Lance Poole (Lancia Spezzata in italiano) è un indiano Shoshone che ha combattuto con il grado di sergente maggiore nella Guerra di Secessione ed è stato anche insignito della Medal of Honor combattendo a Gettysburg; al ritorno dalla guerra alle terre della sua tribù è intenzionato a vivere, come tutto il suo popolo, un'esistenza tranquilla e pacifica, dedita all'allevamento del bestiame. 
Ma gli allevatori bianchi di pecore hanno messo gli occhi sui fertili pascoli indiani e così aizzano il resto della popolazione bianca contro Lance e tutta la tribù indiana, con esiti drammatici.

## Produzione
Il film, diretto da Anthony Mann su una sceneggiatura di Guy Trosper, fu prodotto da Nicholas Nayfack per la Metro-Goldwyn-Mayer e girato a Aspen e a Grand Junction, Colorado, dal 15 agosto a metà ottobre 1949. Il titolo di lavorazione fu Devil's Holiday.

## Distribuzione
Il film fu distribuito con il titolo Devil's Doorway negli Stati Uniti dal 15 settembre 1950 al cinema dalla Metro-Goldwyn-Mayer.
Altre distribuzioni:
- in Svezia il 13 novembre 1950 (Röd mans land)
- in Finlandia il 15 giugno 1951 (Paholaisen portti)
- in Portogallo il 29 maggio 1952 (O Caminho do Diabo)
- in Danimarca il 7 luglio 1952 (Djævelens port)
- in Austria nel giugno del 1954 (Fluch des Blutes)
- in Germania Ovest il 6 agosto 1954 (Fluch des Blutes)
- in Finlandia il 3 aprile 1964 (redistribuzione)
- in Germania Ovest il 6 agosto 1972 (in TV)
- in Brasile (O Caminho do Diabo)
- in Spagna (La puerta del diablo)
- in Francia (La porte du diable)
- in Grecia (O teleftaios ton sklavon)
- in Ungheria (Ördögszoros)
- in Italia (Il passo del diavolo)

## Critica
Secondo il Morandini il film è "sottovalutato, soprattutto in Italia" e può vantare una splendida fotografia.